# Alopecurus Peak
Der Alopecurus Peak ist ein 325 m hoher und markanter Berg auf Südgeorgien im Südatlantik. Er ragt zwischen der Carlita Bay und dem Foxtail Peak am Nordufer der Cumberland West Bay auf.
Das UK Antarctic Place-Names Committee benannte ihn 2013 wie den Foxtail Peak nach dem Antarktischen Fuchsschwanz (Alopecurus antarcticus, Synonym Alopecurus magellanicus, englisch Antarctic Foxtail), einer Grasart.